# الغربانيات (قرية)
قرية الغربانيات هي إحدى القرى التابعة لمركز برج العرب في محافظة الإسكندرية في جمهورية مصر العربية. حسب إحصاءات سنة 2018، بلغ إجمالي السكان في الغربانيات 4,403 نسمة، منهم 2,348 رجل و 2,055 امرأة. يوجد في القرية ملاحات مريوط و مصنع أسمنت العامرية.